# Cherves

Cherves este o comună în departamentul Vienne, Franța. În 2009 avea o populație de 566 de locuitori.